# Дворец самбо
«Дворе́ц са́мбо» — крытая спортивная арена вместимостью 3100 человек в Краснодаре, Россия. Открыта в 2024 году как часть краснодарского многофункционального кластера «Город спорта». Предназначена для тренировок и соревнований по самбо, дзюдо, борьбе и другим видам спорта, проведения различных социально-культурных мероприятий.

## История строительства
О строительстве в Краснодаре новой спортивной арены стало известно в 2021 году, 11 декабря в присутствии губернатора Вениамина Кондратьева и президента Всероссийской федерации самбо Сергея Елисеева состоялась закладка символического первого камня дворца, посвящённого самбо. В качестве застройщика, по данным СМИ, выступила строительно-инвестиционная компания «Алфрэймс-юг».
В июле 2023 года готовность объекта оценивалась в 47 %. В ноябре появилась информация о том, что объект возводится без отставаний от графика и уже завершён на 70 %.

Дворец самбо — один из первоочерёдных объектов спортивного кластера в Краснодаре. Подобного нет нигде в России. И это визитная карточка нашего спортивного региона — лидера по числу образовательных учреждений, участвующих в федеральном проекте «Самбо в школу». Важно качественно и быстро завершить строительство, чтобы уже в начале следующего года передать дворец нашим спортсменам. Уверен, что он станет центром развития самбо как в регионе, так и во всей стране.— Вениамин Кондратьев, 2023 год
Введён в эксплуатацию в конце февраля 2024 года, с этого момента здесь проходят тренировки самбистов спортивных школ Краснодарского края. 7 марта Дворец посетил президент России Владимир Путин. 22 марта состоялось торжественное открытие с участием губернатора Вениамина Кондратьева, председателя Законодательного собрания Краснодарского края Юрия Бурлачко, главы города Евгения Наумова и титулованного самбиста Дениса Баканова. В тот же день здесь состоялся турнир по самбо «Кубок открытия».
Поскольку проект реализовывался без проведения торгов, стоимость строительства неизвестна. Уже после открытия Администрация Краснодарского края изъявила желание выкупить «Дворец самбо» и оценила его в 4,1 млрд рублей.

## Описание
Трёхэтажное здание «Дворца самбо» расположено в северной части Краснодара по адресу ул. Конгрессная, 2А, по соседству с историческим парком «Россия — моя история». Входит в краснодарский спортивный кластер «Город спорта», включающий также «Баскет-холл», «Ледовый дворц», «Дворец водных видов спорта», учебно-тренировочные залы «Чемпион» и другие спортивные объекты. Занимает площадь более 19,5 тыс. м². Может вмещать до 200 занимающихся спортсменов одновременно, трибуны рассчитаны на 3 тыс. зрителей. Арена включает четыре ковра, разминочный и тренажёрный залы, на втором этаже имеет зоны для прессы и комментаторов, обустроенные VIP-ложи.
Президент Федерации самбо и дзюдо Краснодарского края Рудольф Бабоян отмечал, что арена соответствует всем нормативам для проведения чемпионатов мира и Европы.

## Мероприятия
В июле 2024 года на коврах «Дворца самбо» прошёл финал XII летней Спартакиады учащихся России.
В ноябре 2024 года «Дворец самбо» принял праздничный концерт по случаю Дня народного единства и Кубок России по самбо.
В марте 2025 года арена приняла чемпионат России по самбо.